# Анцух (село)
Анцух — село в Тляратинском районе Дагестана. Входит в состав сельского поселения сельсовет Чадаколобский.

## География
Расположено в 9 км к северу от районного центра — села Тлярата, на реке Хзанор.

## Галерея

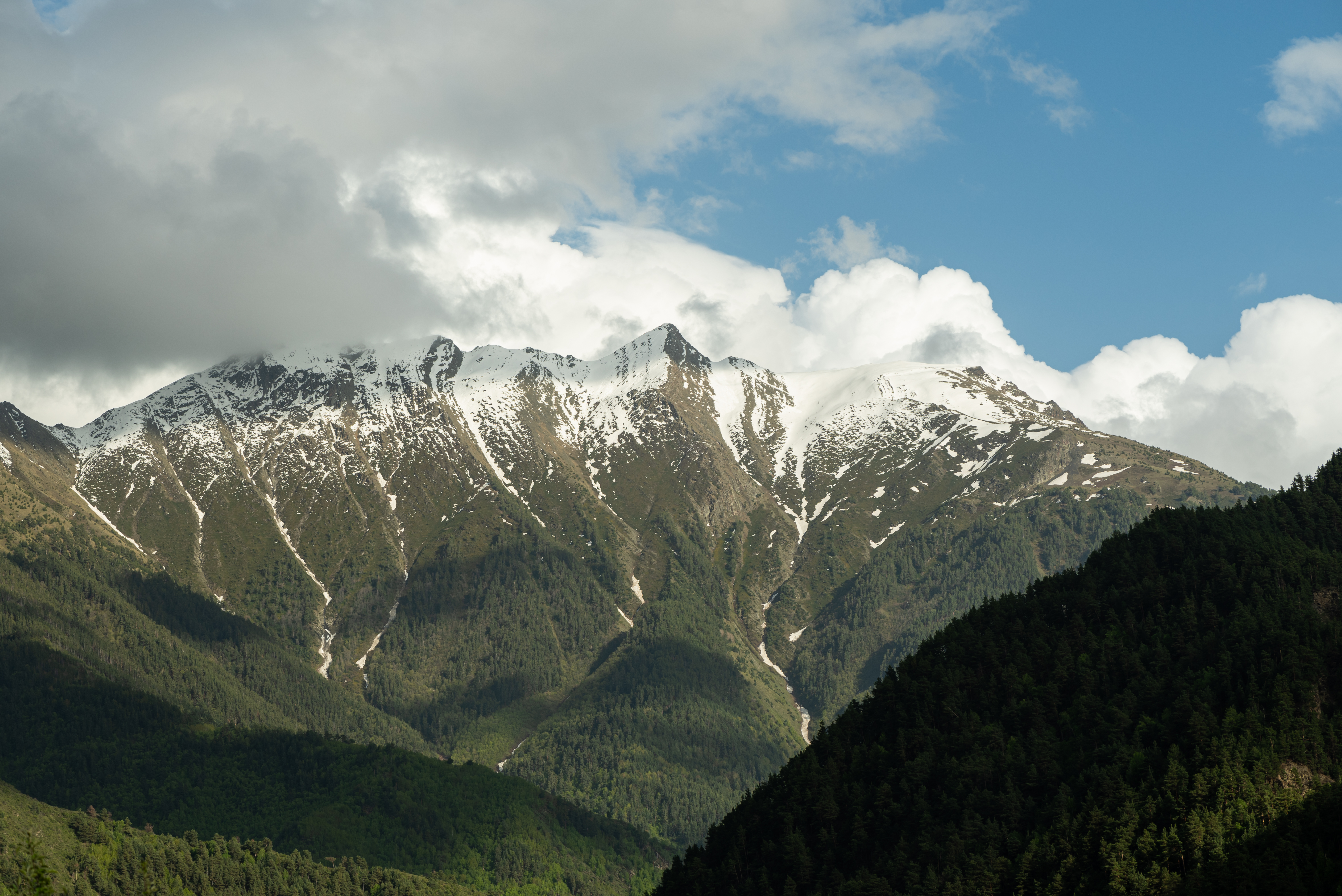

## Население
| 1939 | 1970 | 1989 | 2002 | 2010 | 2021 |
| ---- | ---- | ---- | ---- | ---- | ---- |
| 75   | ↗97  | ↗243 | ↘173 | ↘97  | ↗247 |